# Pleiaden (mythologie)
De Pleiaden (Oudgrieks αἱ Πλειάδες hai Pleiádes) waren zeven nimfen uit de Griekse mythologie, de dochters van de Titaan Atlas en de Oceanide Pleione.
Ze werden geboren op de berg Cyllene. De Pleiaden waren samen met hun zusters, de Hyaden (gezamenlijk ook wel de Atlantides genoemd), de metgezellen van de godin Artemis. Deze nimfen zorgden ook voor de pasgeboren god Dionysos. Ze waren de personificatie van het Zevengesternte.

## De zeven zusters
De zeven Pleiaden waren:
- Celaeno, die Lycus aan Poseidon baarde
- Alkyone, die Hyrieus aan Poseidon baarde
- Elektra, die samen met Zeus de kinderen Dardanus en Iasion kreeg
- Maia, de oudste van de zeven, die Hermes aan Zeus baarde
- Sterope van het oudgrieks Στερόπη (bliksem), die een relatie had met Ares en met hem Oinomaos kreeg
- Taygete, die Zeus Lacedaemon baarde
- Merope, die een relatie aanging met een sterfelijke man

## Mythen
Nadat de vader van de Pleiaden, Atlas, het hemelgewelf op zijn schouders moest torsen, achtervolgde Orion de zeven zusters en probeerde hen het hof te maken. Om Atlas gerust te stellen veranderde Zeus de Pleiaden eerst in duiven en later in het zevengesternte. Men zegt dat Orion de zusters nog steeds door de hemel achtervolgt. Volgens een andere mythe pleegden de zusters tegelijkertijd zelfmoord omdat ze het lot van hun vader ondraaglijk vonden, en zette Zeus ze uit medelijden aan de hemel.
In het zevengesternte zijn voor de meeste mensen slechts zes van de zeven sterren goed zichtbaar op Aarde; van de zevende ster wordt gezegd dat het Merope is, die zich schaamt omdat ze een relatie had met een sterfelijke man, in plaats van met goden zoals haar zusters. De ster die in moderne sterrencatalogi de naam Merope draagt, is echter niet de zwakste.